# Pratap Chandra Chunder
Pratap Chandra Chunder (né le 1er septembre 1919 et mort le 1er janvier 2008) est un homme politique, auteur et pédagogue indien.

## Biographie
Il est le fils de Nirmal Chander Chunder. Il étudie l'histoire au Scottish Church College de Calcutta puis le droit à l'Université de Calcutta.
Il est de 1977 à 1989, ministre de l'Éducation et de la Protection sociale dans le gouvernement de Morarji Desai.